# 河漫滩

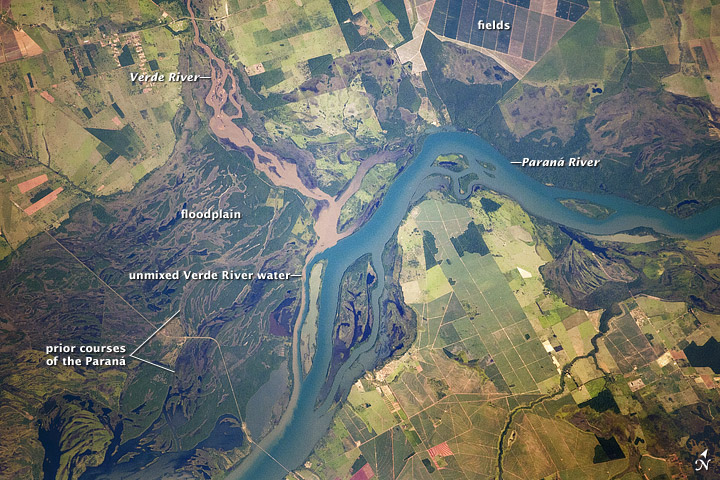
卫星照片显示的巴西巴拉那河河漫滩

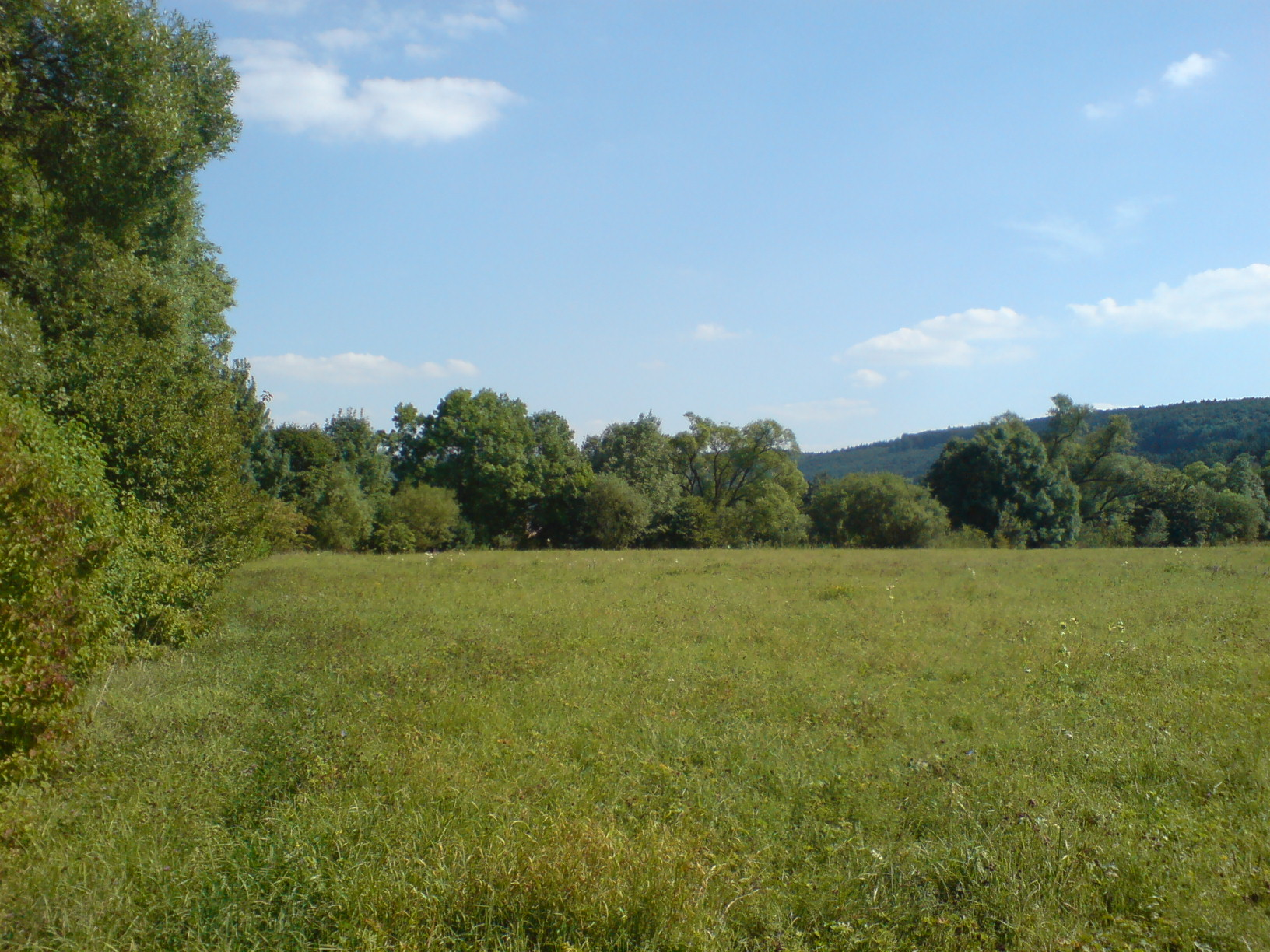
德國默克米赫爾一个发展为草原的河漫滩平原

河漫滩（英語：bottomlands），又稱氾濫平原（floodplain）或洪泛平原，通常位于河流中下游，指由于河流堆积作用而形成的大片堆积体，是河流堆积地貌的一种。常在在枯水季节露出水面，在丰水季节又常被淹没。河漫滩一旦形成，在河流不改道的情况下会因河水携带的物质不断沉积而不断扩大，直至河流改道或继续向下侵蚀而被废弃。河漫滩可分为堰堤型河漫滩、汊道型河漫滩、河曲型河漫滩等。其发育的最终结果常为形成宽广的河漫滩平原。同时亦有河漫滩地貌。

## 形成与发展
河漫滩的形成是河流堆积作用的结果。在这种堆积作用下，河床在凹岸受到侵蚀，凸岸发生堆积。受到堆积的一岸会形成堆积体。堆积体的面积不断扩大，河水流速减慢，就将悬浮的颗粒物质沉积下来。久而久之，堆积体露出水面，就形成了河漫滩。河漫滩上部由洪水泛滥时沉积下来的细粒物质组成，下部由河床侧向移动过程中沉积下来的粗粒物质组成。
而河漫滩的形成又细分为三个阶段：
- 河床浅滩（又称原始浅滩）——河谷发育是从V字形谷开始的，河谷狭窄，谷底几乎全部为水流占据。随着河流侧向侵蚀的进行，凹岸后退，河谷逐渐展宽，凸岸堆积粗大砾石，逐渐形成小的边滩。
- 雏形河漫滩——由于河流侧向侵蚀不断进行，弯曲河道逐渐增大，河谷加宽，凸岸的边滩随泥沙堆积的增多而增大、增高、平水期时大部分露出水面，洪水期时全部淹没。但滩上水较浅，水流缓慢，开始细粒物质的沉积，成为雏形河漫滩。
- 成熟河漫滩——由于河流侧向侵蚀的长期进行，河谷更加扩宽，河曲更加弯曲，雏形河漫滩加宽增高，洪水期间滩地上水深更小，流速缓慢，沉积的是悬移质、细小泥质、粉砂粘土类物质（河漫滩相颗粒），在砂砾层上，形成黏土层，这样，雏形河漫滩就发展成为河漫滩。随着河谷不断加宽，河漫滩规模不断扩大。同时，河漫滩相沉积物与河床相堆积物上下（交替）分布的特征称为河漫滩组成物质的二元结构，它是河床侧向移动的结果，但河漫滩的二元结构是同一地貌时期形成的堆积物的两个不同的沉积相。[3]

## 河漫滩的类型与结构

### 类型
河漫滩类型的不同主要由河床类型的不同造成。主要分为3种：
- 河曲型河漫滩-在弯曲型河床中，凹岸侵蚀、凸岸堆积作用主要发生在洪水期，这时河床的移动往往是跃进式进行的。一次特大洪水使河岸发生大量坍塌，相应地在凸岸堆积成一条顺岸弯曲的弧形沙坝，又称滨河床沙坝；平水期堆积物较少，成为分割前后两次洪水期的两列沙坝之间的洼地。沙坝分布在横向环流最明显的地段，一般在河流凸岸弯曲最大处稍向下游一点的地方发育得最好，宽度和高度也最大，向上和向下沙坝逐渐变低缓、直至消失。沙坝的横剖面呈不对称形态，向河床的坝坡呈缓坡，背向河床的坝坡呈陡坡。沙坝的高度和坡度视河流洪水量的大小、含砂量的多寡而异，一般高度约1-3m，规模大者高度可达4-5m。沙坝通常由砂、粉砂、泥粒等组成。

随着河曲不断地横向发展，凸岸部位形成一组弧形垄岗状沙坝与弧形洼地相间的扇形体，称为迂回扇。组成迂回扇的多条垄岗向河流下游方向幅聚，向上游则逐渐幅散开来。故可以根据垄岗聚散分布情况大体上可以恢复河床移动和河曲发展过程，在航空相片和遥感影像上据此可以判断河流的流向。
- 汊道型河漫滩-汊道型河流往往分为多股水流。假设水下江心滩将河床分为两个汊道，则江心滩两侧河道形成的横向环流的水流幅合上升，由水流自凸岸带来的侵蚀物质使得水下江心滩泥沙加积增高增大，发展为露出水面的心滩。心滩头部受上游流水顶冲，位置不断下移，心滩下游端接受沉积，形成向下伸展的浅滩和附属砂嘴。汊道型河床往往水流散乱，河汊密布，沙滩众多，由于水位暴涨暴落，在沙滩上出现多条垄岗与洼地的组合与相间分布，垄岗与洼地的延长方向与堆积沙滩时的水流方向平行。在发育此种地貌的区域，可从垄岗和洼地的走向变化追索汊道变化情况。
- 堰堤型河漫滩

## 与人类社会的关系
作为一种冲积平原，河漫滩（平原）是人类文明的发祥地。河漫滩平原通常比较广阔，且土壤肥沃、取水方便，人们可以很方便的在此定居，许多大城市就建在河漫滩平原上。
但另一方面，由于河漫滩在洪水季节有被淹没的可能，在这里定居不一定十分安全。历史上许多大洪水，如1931年江淮大水、1998年中国水灾都与居民点所在河漫滩被淹没有关。